# Catania Warriors Paternò
Uniformes
Catania Warriors Paternò est un club italien de baseball situé à Paternò dans la province de Catane en Sicile. Le club, créé en 1970, évolue en 2010 en Italian Baseball League après son titre de champion de Série A2 en 2009, mais doit céder sa place au plus haut niveau en 2011 en raison de problèmes d'infrastructures.

## Histoire
Fondé en 1970, le club rejoint l'Élite italienne en 2001. Il parvient à se maintenir de justesse une saison (19 victoires pour 35 défaites) puis est relégué à l'issue de la saison 2002 (7-46). Une saison plus tard, Paternò retrouve sa place parmi l'Élite. Sixièmes (24-30) en 2004, les Warriors sont derniers et relégués en 2005 (11-43). Après quatre saisons d'absence passées en Série A2, le club est promu en IBL à l'issue de la saison 2009, mais connait des problèmes d'infrastructures et ne peut s'engager en Italian Baseball League en 2011.

## Palmarès
- Champion d'Italie de Série A2 : 2009.